# Donaupokal (Badminton)
Das Donaupokal im Badminton, auch Dunajský pohár oder Danube Cup genannt, war eine internationale Klubmannschafts-Meisterschaft. Es nahmen jeweils die zwei besten Klubs der Slowakei, Ungarns und Österreichs teil. Er wurde jährlich von 1992 bis 2010 ausgetragen.

## Sieger und Platzierte
| Saison | Austragungsort | Sieger               | Zweiter                   | Dritter                   | Vierter                  | Fünfter                  | Sechster                  |
| ------ | -------------- | -------------------- | ------------------------- | ------------------------- | ------------------------ | ------------------------ | ------------------------- |
| 1992   | Nitra          | BSC 70 Feibra Linz   | Honvéd Zrínyi SE          | Debrecen Kiniszi SE       | Slávia VŠDS Žilina       | ASKÖ Traun               | TJ Lokomotíva Košice      |
| 1993   | Budapest       | BSC 70 Feibra Linz   | ASKÖ Traun                | Debrecen Kiniszi SE       | Honvéd Zrínyi SE         | Spoje Bratislava         | Slávia VŠDS Žilina        |
| 1994   | Linz           | ASKÖ Traun           | Honvéd Zrínyi SE          | Debrecen Kiniszi SE       | ASV Pressbaum            | CEVA Trenčín             | Slávia TU Košice          |
| 1995   | Košice         | Honvéd Zrínyi SE     | BSC 70 Feibra Linz        | Tollaslabda Club Debrecen | Spoje Bratislava         | BC Bregenz               | Slávia TU Košice          |
| 1996   | Budapest       | Honvéd Zrínyi SE     | HG Debreceni TC           | Spoje Bratislava          | ASKÖ Klagenfurt          | Slávia TU Košice         | -                         |
| 1997   | Vorchdorf      | ASKÖ Raiba Traun     | Honvéd Zrínyi SE          | UBC Sodian Vorchdorf      | HG Debreceni TC Debrecen | Spoje Bratislava         | TJ Lokomotíva Košice      |
| 1998   | Nitra          | ASKÖ Raiba Traun     | Spoje Bratislava          | ŠK Benni Nitra            | HG Debreceni TC Debrecen | Honvéd Zrínyi SE         | BSC Linz                  |
| 1999   | Budapest       | Wildcats Linz        | Spoje Bratislava          | HG Debreceni TC Debrecen  | ROSCO SE Budapest        | ASKÖ Klagenfurt          | BC Prešov                 |
| 2000   | Linz           | ASKÖ Raiba Traun     | HG Debreceni TC Debrecen  | Wildcats Linz             | BEAC Budapest            | Spoje Bratislava         | CEVA Trenčín              |
| 2001   | Košice         | WBH Wien             | HG Debreceni TC Debrecen  | Spoje Bratislava          | BEAC Budapest            | ATU Košice               | -                         |
| 2002   | Debrecen       | Spoje Bratislava     | ASKÖ Kelag Klagenfurt     | HG Debreceni TC Debrecen  | TJ Lokomotíva Košice     | BEAC Budapest            | ATSC Tauber Optic Jenbach |
| 2003   | Vorchdorf      | WBH Wien             | HG Debreceni TC Debrecen  | UBC Sodian Vorchdorf      | ATU Košice               | TJ Lokomotíva Košice     | BEAC Budapest             |
| 2004   | Prešov         | WBH Wien             | HG Debreceni TC           | ASKÖ Kelag Klagenfurt     | CEVA Trenčín             | ROSCO SE Budapest        | BC Prešov                 |
| 2005   | Budapest       | WBH Wien             | ROSCO SE Budapest         | ASKÖ Kelag Klagenfurt     | HG Debreceni TC          | BC Prešov                | ATU Košice                |
| 2006   | Linz           | TJ Lokomotíva Košice | BSC 70 Linz               | HG Debreceni TC           | ROSCO SE Budapest        | BC Prešov                | ASKÖ Traun                |
| 2007   | Prešov         | WBH Wien             | BC Prešov                 | TJ Lokomotíva Košice      | BSC 70 Linz              | HG Debreceni TC Debrecen | Honvéd Zrínyi SE          |
| 2008   | Debrecen       | WBH Wien             | BC Prešov                 |                           |                          |                          |                           |
| 2010   | Prešov         | BC Prešov            | Hajdu Gabona Debreceni TC | Honvéd Zrínyi SE Budapest | Betpres Košice           | -                        | -                         |